# Lida Durdikova
Ludmila Durdiková (née à Smíchov le 1er avril 1899 et décédée à Paris 5e le 8 mars 1955) est une femme de lettres tchèque.
Elle a été la collaboratrice de l'éducateur tchécoslovaque František Bakule.
Sous le pseudonyme de Lida, elle a signé de nombreux albums, notamment dans la collection du Père Castor (Flammarion), qu'elle a créé avec son mari Paul Faucher.
Elle est aussi l'auteur des Enfants aux yeux éteints, inspiré de son expérience avec un groupe d'enfants non-voyants à la montagne, et du livre Les Vagabonds, journal dans lequel elle raconte son voyage à travers la Tchécoslovaquie, accompagnée de quelques enfants de l'institut Bakule… et d'un théâtre de marionnettes.

## Publications

### Albums
Les textes sont illustrés sauf mention contraire par Fiodor Rojankovski, alias Rojan
- La Ferme du Père Castor (1934, ill. Hélène Guertik)
- Panache l'Écureuil (1934)
- Froux le Lièvre (1935)
- Plouf Canard sauvage (1935)
- Le Royaume des abeilles (1935, ill. Ruda)
- Bourru l'Ours brun (1936)
- Scaf le Phoque (1936)
- Quipic le Hérisson (1937)
- Martin Pêcheur (1938)
- Coucou (1939)
- Les Animaux du zoo (1941)
- Le Bouquet du jardinier (1941, ill. Angèle Malclès)
- Poulerousse (1949, ill. Romain Simon
- La grande nuit d'été (1957, ill. Romain Simon)

### Récits
- Durdikova, Lida, 1899-1955., Les enfants aux yeux éteints, Castor poche/Flammarion, 1984 (ISBN 2-08-161802-8 et 978-2-08-161802-2, OCLC 299446839, lire en ligne)